# Coutoubea minor
Coutoubea minor là một loài thực vật có hoa trong họ Long đởm. Loài này được Kunth mô tả khoa học đầu tiên năm 1819.